# آناندا ماهیدول
آناندا ماهیدول (به تایلندی: อานันทมหิดล) هشتمین پادشاه تایلند از دودمان چاکری بود. وی با نام رسمی رامای هشتم بر تایلند حُکم‌رانی می‌کرد. وی فرزند شاهزاده ماهیدول آدولیاده بود. با کناره‌گیری عموی او از سلطنت در سال ۱۹۳۵ و با تصمیم شورای مشاوران سلطنتی، در سن ۹ سالگی و در حالی که در لوزان، سوئیس مشغول تحصیل بود، به سلطنت تایلند برگزیده شد. با این وجود تا دسامبر ۱۹۴۵ میلادی و پایان دوره تحصیل در سوئیس ماند. در نهایت به تایلند بازگشت و شش ماه بعد، در ۹ ژوئن ۱۹۴۶ میلادی، در شرایطی مرموز در اتاق خوابش در کاخ سلطنتی، بر اثر جراحات حاصل از تیراندازی به سر درگذشت. سیاست رسمی دربار تایلند، سکوت در مورد نحوهٔ قتل آناندا ماهیدول بوده‌است. از این روی مرگ وی تاکنون در پرده‌ای از ابهام باقی مانده‌است.
از آن‌جایی که آناندا وارثی نداشت، بهومیبول، برادر ۱۸ ساله‌اش پس از او به سلطنت رسید.

## نگارخانه

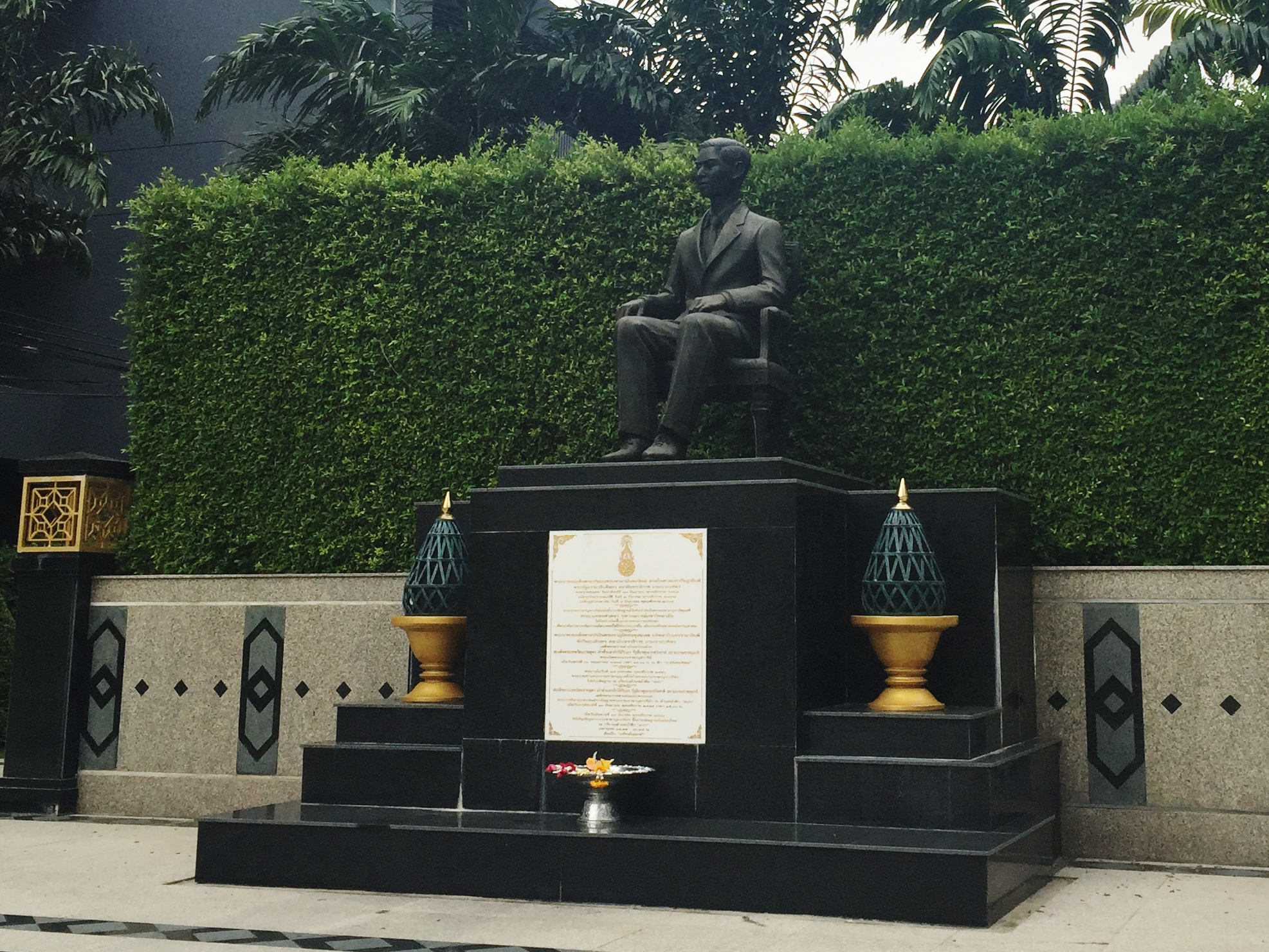
تندیسی از آناندا ماهیدول در یکی از معابر بانکوک
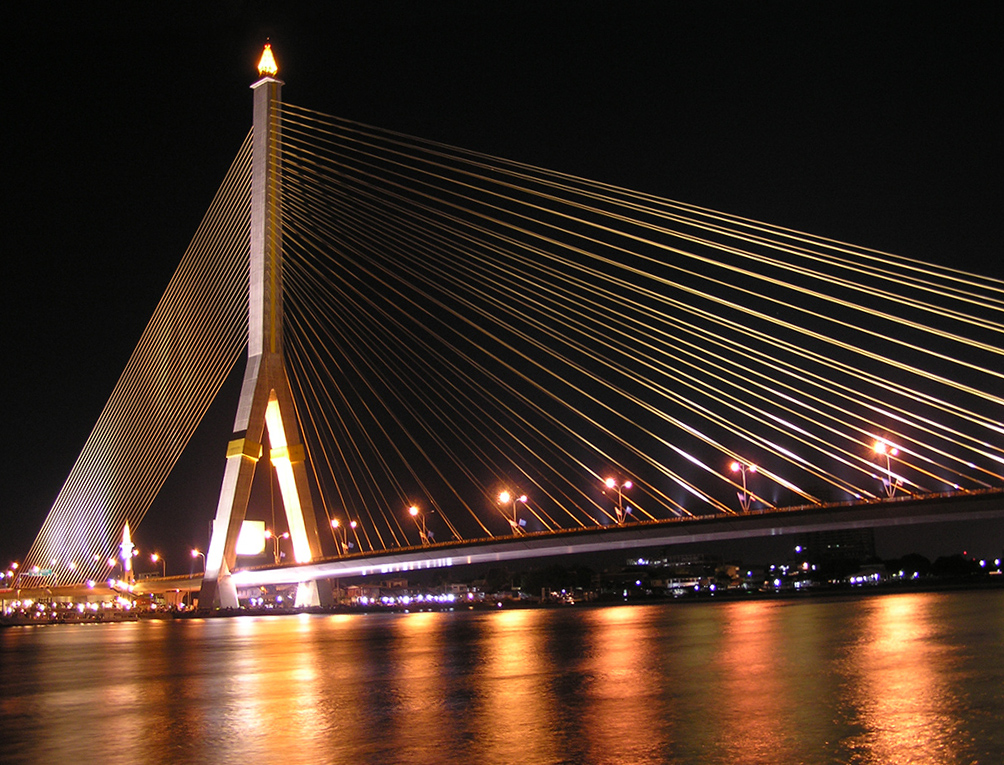
پل رامای هشتم بر رود چائو فرایا در بانکوک
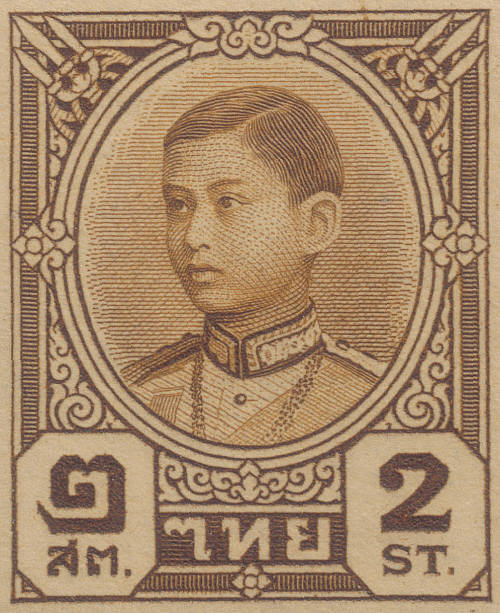
تمبر تایلندی منقش به تِمثال آناندا ماهیدول، چاپ‌شده در سال ۱۹۴۱ م
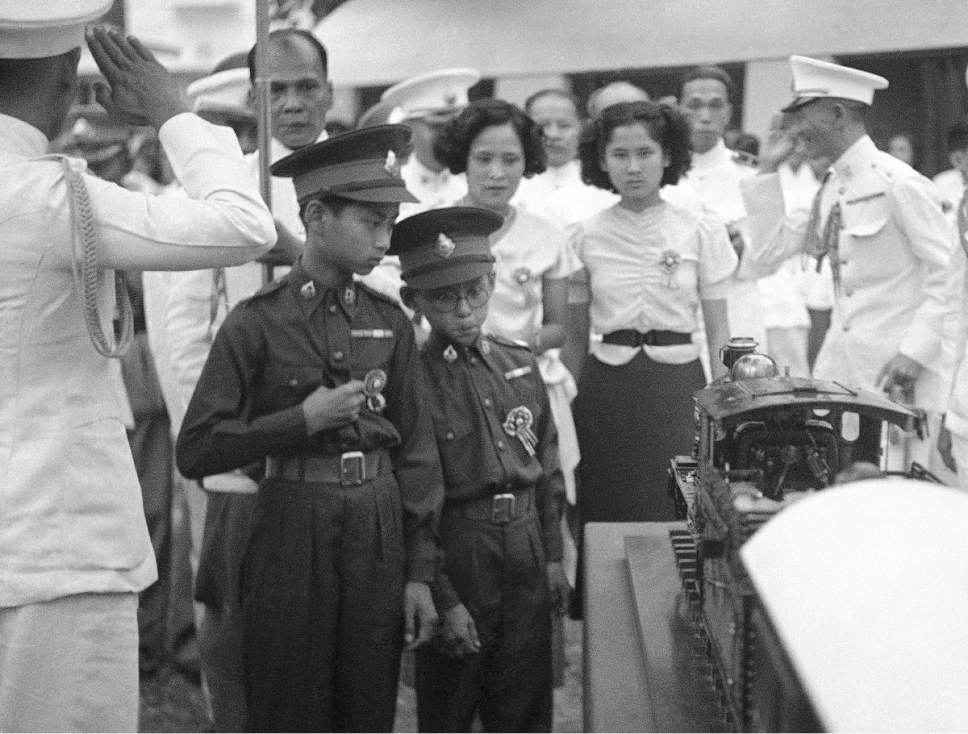
آناندا ماهیدول ۱۳ ساله و بهومیبول ۱۱ ساله در حال بازدید رسمی